# Immanuel Wallerstein
Immanuel Maurice Wallerstein (New York, 28 september 1930 - 31 augustus 2019) was een Amerikaanse socioloog en andersglobalist.
Hoewel aanvankelijk vooral bekend als expert op het gebied van Afrika, is zijn bekendste bijdrage aan de wetenschap de ontwikkeling van de wereld-systeemtheorie waaraan hij werkte vanaf 1974.
Van 1994 tot 1998 was Wallerstein voorzitter van de Internationale vereniging van sociologen. Hoewel sinds 1999 met emeritaat heeft hij nog verschillende eredoctoraten ontvangen, en een aanstelling als onderzoeker aan de Yale-universiteit.

## Wereld-systeemtheorie
De wereld-systeemtheorie valt onder de "kritische stromingen" van de internationale betrekkingen en leunt voor een deel op de theorieën van Marx. Een ander deel van de theorie leunt op het werk van de Franse historicus Fernand Braudel over de ontwikkeling van het vroege kapitalisme van 1400 tot 1800 en daarnaast is een groot deel door Wallerstein opgetekend naar aanleiding van uitgebreide ervaring in Afrika. Als laatste belangrijke invloed is de Dependencia-theorie te herkennen waarin de uitbuitingsrelatie van de 3e wereld door de 1e wereld centraal staat.
De wereld-systeemtheorie werd voor het eerst uiteengezet in 1974 in het eerste boek van Wallerstein van een serie van vier over Het moderne wereld-systeem, dat de ontwikkeling van de Europese economische integratie vanaf de zestiende eeuw beschrijft. Deze integratie resulteerde al in dit vroege stadium in een wereld-economie (met koppelteken), niet in de zin dat de economie de wereld zou beslaan, maar dat ze een economische en politieke wereld op zichzelf vormt. De Europese kapitalistische wereld-economie is uniek in de geschiedenis omdat ze geen wereldrijk vormt, maar een wereld-systeem bestaande uit verschillende staten. De ontwikkeling van het wereld-systeem is er een van expansie in fasen: ontwikkelingen als kolonialisme, imperialisme en globalisering zijn stadia in de groei van het Europese wereld-systeem naar een mondiaal systeem.
De theorie gaat ervan uit dat in een kapitalistisch systeem de internationale economische wereldorde in plaats van wederzijds afhankelijk, en dus gelijkwaardig, er een van afhankelijkheid is en daarmee een van uitbuiting. De verschillende gebieden in de wereld zijn volgens de theorie in te delen drie delen: de kern, de semiperiferie en de periferie. De theorie behandelt de relatie tussen deze drie delen in een historisch kader dat gelijkloopt met het ontstaan van een wereldmarkt. De kerngebieden, die nu de westerse wereld omvatten, zijn de kapitaalkrachtigste gebieden en hebben vooral behoefte aan goedkope grondstoffen en voedsel die geruild worden voor o.a. hoogwaardige industriële goederen. De periferie levert de goedkope grondstoffen en voedsel en ruilt die voor de goederen uit de kern. Hierdoor worden de kerngebieden beter ten koste van de periferie gebieden. De semiperiferie bestaat uit de gebieden die kenmerken van kern en periferie combineren. Dit kunnen kerngebieden in verval zijn, of perifere gebieden in ontwikkeling.
Sommige kerngebieden kunnen zo sterk worden dat ze hegemonie uitoefenen over de andere spelers in het systeem. Uniek aan het kapitalisme is echter dat dergelijke hegemonie niet leidt tot de vorming van een imperium, zoals dat in andere historische gevallen van economische integratie is gebeurd.
Volgens de theorie zijn deze gebieden niet alleen op wereldschaal aan te wijzen, ook binnen landen kunnen kern en periferie gebieden worden gevonden, waarbij de arme periferie grondstoffen levert aan de geïndustrialiseerde kern.
Wallerstein kiest in zijn werk expliciet voor een 'niet-disciplinaire benadering' (te onderscheiden van een multidisciplinaire). Volgens hem zijn de scheidslijnen tussen antropologie, economie, politicologie, sociologie en geschiedenis gebaseerd op de liberale staatsopvatting en hinderlijk bij het bestuderen van sociale systemen in hun totaliteit.
Het kapitalisme ontstond volgens Wallerstein na de crisis in de feodaliteit van de late middeleeuwen. Inmiddels is het kapitalisme zelf in een crisis beland, die al sinds het begin van de 20e eeuw voortduurt. De Russische Revolutie van 1917 was de "symbolische ontsteking" van deze crisis. Wallerstein waagt zich niet aan voorspellingen omtrent een spoedig einde aan het kapitalisme: integendeel, het systeem is sterker dan ooit, en een koele, analyserende houding voorkomt desillusie over de mogelijkheid tot systemische verandering.
Kritiek op de wereld-systeemtheorie richt zich vooral op het deterministische karakter van de verhoudingen en de rol van het kapitalistische wereld-systeem. Daarnaast is het vaak niet duidelijk wanneer er sprake is van de semiperiferie. Desondanks is de wereld-systeemtheorie een belangrijke theorie binnen de huidige internationale betrekkingen.

## Analyse van het leninisme
Wallersteins analyse van het leninisme zoals dat in de Sovjet-Unie in de praktijk is gebracht, is opmerkelijk: hij beschouwt het als een vorm van liberalisme, die inpast in het kapitalistische wereld-systeem. De ontwikkeling die het leninisme doormaakte, van een theorie van wereldrevolutie naar socialisme in één land en uiteindelijk de verdeling van de wereld op de conferentie van Jalta, ziet Wallerstein als een rem op revolutionaire onvrede elders in de wereld. De uiteindelijke val van het communisme is een logisch gevolg van deze ontwikkeling, maar is volgens Wallerstein niet een overwinning van het liberalisme maar een bevestiging dat verandering binnen het kapitalistisch systeem niet mogelijk is.